# Alexander Goldfarb
Alexander Davidovich Goldfarb (a.k.a. Alex Goldfarb, en ruso: Александр Давидович Гольдфарб; Moscú, 1947) es un microbiólogo, activista y escritor ruso-estadounidense. Emigró de la Unión Soviética en 1975 y residió en Israel y Alemania antes de establecerse de forma permanente en Nueva York en 1982. Goldfarb es un ciudadano estadounidense naturalizado. Ha combinado su formación como microbiólogo con actividades políticas y públicas centradas en las libertades civiles y en los derechos humanos en Rusia, en el curso de las cuales ha estado asociado con Andréi Sájarov, George Soros, Borís Berezovski, y Aleksandr Litvinenko. No ha visitado Rusia desde el año 2000.

## Carrera científica
Goldfarb estudió bioquímica en la Universidad Estatal de Moscú y se graduó en 1969. Tras su graduación, trabajó en el Instituto Kurchátov de Energía nuclear ubicado en Moscú. Emigró de la URSS en 1975. Obtuvo su doctorado en 1980, en el Instituto Weizmann de Ciencias en Israel y continuó su investigación con un programa de postdoctorado en la Sociedad Max Planck de Bioquímica en Martinsried, Alemania. Entre 1982 y 1991 fue profesor auxiliar de la Universidad de Columbia en Nueva York. Entre 1992 y 2006 fue miembro de facultad del Instituto de Investigación de Salud Pública en Nueva York, donde dirigió un estudio de los Estados Unidos sobre la ''Estructura y función del ARN polimerasa en E. coli'' con un presupuesto total de $7 millones de dólares. También dirigió el proyecto ''Tratamiento de MDRTB en cárceles siberianas'', siendo financiada por $13 millones de dólares por el filántropo George Soros.

## Activismo
Después de emigrar de su país natal, Goldfarb mantuvo contacto con disidentes en Rusia y fue vocero para los refuseniks o judíos soviéticos. Tradujo para Andréi Sájarov en conferencias de prensa antes de recibir el Premio Nobel de la Paz en 1975, y ayudó a organizar la primera aparición en televisión estadounidense de Mijaíl Gorbachov, quién permitió la liberación del físico, de su exilio interno. Desde 1984 hasta 1986, las autoridades soviéticas rechazaron el permiso del padre de Goldfarb de abandonar la URSS después de su intento fallido de hacerlo colaborar y capturar al periodista estadounidense Nicholas Daniloff.
Goldfarb fue unos de los primeros emigrados políticos en regresar a la URSS después del lanzamiento de las reformas de Gorbachov. Las impresiones de su primera visita en 1987 se publicaron en la portada de The New York Times bajo el título ''Ensayo glásnost Un exiliado visita su patria".
La historia llamó la atención del filántropo estadounidense George Soros, lo que llevó a una asociación de una década de duración entre ambos hombres. Según el biografo de Soros, Robert Slater, Goldfarb estuvo en el grupo de los primeros exiliados rusos de Nueva York, en el que Soros los invitó a una lluvia de ideas su potencial Fundación en Rusia. En 1991 Goldfarb persuadió a Soros a que donara $100 millones para ayudar a que los ex-científicos soviéticos sobrevivieran a la terapia de shock económica adoptada por el gobierno de Borís Yeltsin.
Entre 1992 y 1995, Goldfarb fue director de Operaciones de la Fundación Internacional de Ciencias Soros, que ayudó a sostener a decenas de miles de científicos y académicos de la ex-Unión Soviética durante los 3 últimos años de reforma económica. En 1994 Goldfarb administró el Proyecto Internet Libre de Soros, el cual construyó infraestructura y proporción de acceso a internet gratuito para los campus universitarios de toda Rusia. Aquel proyecto generó controversia debido a un conflicto con los intereses comerciales emergentes en Rusia de los proveedores de servicios de internet. En 1995, durante los primeros meses de la Primera Guerra Chechena, Goldfarb supervisó una operación de rescate financiada por Soros que terminó desastrosamente con la desaparición del trabajador de auxilio estadounidense Fred Cuny. Entre 1998 y 2000, dirigió un proyecto de $15 millones de dólares, para combatir la tuberculosis en Rusia. Trabajó con el Dr. Paul Farmer para combatir la tuberculosis en las prisiones rusas, un esfuerzo descrito por la ganadora del Premio Pulitzer Tracy Kidder en su libro Montañas tras Montañas.
Desde 2001 Goldfarb ha sido director ejecutivo de la Fundación Internacional de Libertades Civiles, con sede en Nueva York, la cual fue fundada y es financiada por el oligarca ruso exiliado Borís Berezovski.

## Implicación en el caso Litvinenko
Goldfarb conoció a Aleksandr Litvinenko por primera vez, mientras realizaba el proyecto de tuberculosis en las cárceles rusas. En octubre de 2000, a petición de Boris Berezovsky, Goldfarb fue a Turquía donde conoció a Litvinenko y a su familia, quienes acababan de huir de Rusia. Goldfarb arregló su entrada al Reino Unido, una ofensa bajo la ley británica, por lo que se le negó el ingreso al país durante 1 año. Su implicación también "...le costaría su trabajo con George Soros."
Cuándo Litvinenko fue envenenado en Londres en 2006, Goldfarb fue su portavoz no oficial durante las últimas dos semanas de su vida. En el día de la muerte de Litvinenko, Goldfarb leyó su declaración en su lecho de muerte, en donde acusó al Presidente Vladímir Putin de ordenar el envenenamiento. El Kremlin rechazó la acusación como una "absoluta tontería".
Goldfarb explicó posteriormente en entrevistas de que había redactado la declaración a petición de Litvinenko, y que este la había firmado bajo la presencia de su abogado. Con Berezovsky, la viuda de Litvinenko Marina, y el abogado de derechos humanos Louise Christian, Goldfarb fundó el Fundación de Justicia Litvinenko, para hacer campaña por la verdad sobre su asesinato, y para que los perpetradores sean llevados a la justicia. Posteriormente testificó en una demanda por difamación, en la que Berezovsky disputó con éxito la afirmación de la estación de televisión estatal rusa RTR (actual Rossiya 1) de que Goldbarg era el responsable de la muerte de Litvinenko.

## Escrituras
Goldfarb ha publicado en las páginas editoriales de The New York Times, The Washington Post, Wall Street Journal, The Daily Telegraph, y The Moscow Times. Colaboró con Litvinenko en la publicación del libro Grupo Criminal Lubyanka. Junto Marina Litvinenko, posteriormente coescribió el libro "Muerte de un disidente: El envenenamiento de Alexander Litvinenko y el regreso de la KGB", publicado en ruso como "Sasha, Volodya, Boris....La Historia de un Asesinato." (en ruso) , .

## Obras
- Alex Goldfarb y Marina Litvinenko. Muerte de un disidente: El envenenamiento de Alexander Litvinenko y el regreso de la KGB. Free Press, Nueva York, 2007. ISBN 978-1-4165-5165-2 .

## Apariciones en la TV
- Charlie Rose - Una conversación con Marina Litvinenko y Alex Goldfarb
- BBC Hardtalk - La esposa del asesinado periodista ruso Alexander Litvinenko y su amigo cercano Alex Goldfarb hablan sobre los acontecimientos que rodearon su muerte